# Praveț
Praveț (în bulgară Правец) este un oraș în comuna Praveț, regiunea Sofia,  Bulgaria. 

## Demografie
Componența etnică a orașului Praveț
     Bulgari (91,17%)
     Romi (1,54%)
     Nicio identificare (6,45%)
     Altele (1,2%)
La recensământul din 2011, populația orașului Praveț era de 3.829 locuitori. Din punct de vedere etnic, majoritatea locuitorilor (91,17%) erau bulgari, cu o minoritate de romi (1,54%). Pentru 6,45% din locuitori nu este cunoscută apartenența etnică.